# 皆川ヒロ
皆川ヒロ（みなかわ ヒロ、別呼称：皆川ひろ子（ひろこ）、1932年（昭和7年） - 2016年（平成28年）10月28日）とは、栃木県芳賀郡益子町の「益子焼」の陶画工である。
「益子焼」の陶画工：絵付職人であり、「無名の工人」として有名になった皆川マスの孫娘であり、マスが描いていた「益子の山水土瓶」の「山水画」の陶画を受け継いだ人物である。

## 生涯
1932年（昭和7年）、皆川マスの孫として益子町に生まれる。
1945年（昭和20年）、小学校6年生の12、3歳の時から、陶画の絵付師・皆川マスの後継者として、「山水土瓶」に描かれる山水画や、松竹梅、牡丹、菊などの絵付の紋の指導をマスから受ける。
マスは竹、岩牡丹、門菊や、土瓶の裏表に描く文様である山水や梅、四君子の陶画を、ヒロへの手本として全て紙に描いた。そして後にその手本絵を屏風に貼り、病身で寝たきりとなったマス自身の枕元へと置いた。
初めは古新聞に墨で描き、新聞紙だけでは平面の紙なので絵のバランスがおかしくなるため、佐久間藤太郎の窯元で並白の釉薬を掛けた無地の土瓶を作陶してもらい、その土瓶に墨で描いては消して練習するようになった。
まだ子どもだったので時々怠けた。そうしていると「怠けていると先々後悔するぞ」「見ただけじゃ描けないからな」「後で考えたって駄目だからな」とマスから随分と叱られた。
1954年（昭和29年）、10年間の修行を経て各窯元で絵付の仕事に入った。
マスが丈夫な頃はヒロはずっと助手をしており、マスが骨描き：山水の絵の輪郭を描くこと、をしたところにぼかしだけを付ける仕事を15年程務めた。その後、マスが眼底出血で片目が見えなくなり外に出なくなってからはヒロが骨描きも描くようになった。
ヒロは益子焼の陶工である木村三郎の窯元などに呼ばれて絵付の仕事をした。窯元に注文が入ると轆轤で挽き素焼きをしてからヒロに絵付の依頼が入るため、毎日絵付の仕事があるわけではなかった。土瓶で1日150から250個、湯呑みだと350個もの数を描いていたという。工賃はマスの頃から変わりなく1個いくらの出来高制であった。
土瓶や湯呑みやぐい呑みだけでなく、皿にも絵付を施した。また山水画だけでなく、上述のように竹、松、梅など、習い覚えて身に付けた色々な陶画を描いた。
ヒロは様々な人々の前で絵付を披露した。絵付の仕事に入った1954年（昭和29年）、栃木県窯業指導所で三笠宮の前で絵付を行い、その帰途、三笠宮は自宅に寄り、祖母・マスを訪ねた。1955年（昭和30年）、濱田庄司の工房で秩父宮妃の前で絵付を行った、その帰途、三笠宮妃も自宅に寄り、祖母・マスを訪ねた。1962年（昭和37年）、濱田の工房で常陸宮の前で絵付を行った。
そして1995年（平成7年）、山水画の器の店「みなかわ民芸／山水の店 みなかわ」を開店した。
マスから伝わった初期益子焼の山水画の陶画は、ヒロが唯一の絵付職人となったため大変貴重なものである、と言われるようになった。
2016年（平成28年）10月28日、病気のため逝去した。享年84。
その後、「山水の店 みなかわ」は閉店した。
そして2020年代：令和に入り、益子焼の陶芸家である岩見晋介や近藤康弘、そしてかつて皆川ヒロが絵付を描いていた窯元の益子焼の陶工・木村三郎の孫である木村晃基により、初期益子焼の山水土瓶と汽車土瓶に描かれた、皆川マスから皆川ヒロへ受け継がれた山水陶画
を見直し、様々な形で復刻する動きが試みられている。